# راینسبرگ (آلمان)
راینسبرگ (به آلمانی: Reinsberg) یک شهر در آلمان است که در میتل‌زاکسن واقع شده‌است. راینسبرگ ۳٬۲۴۷ نفر جمعیت دارد.